# Couture-sur-Loir
Couture-sur-Loir foi uma comuna francesa na região administrativa do Centro, no departamento Loir-et-Cher. Estendia-se por uma área de 14,52 km². Em 2010 a comuna tinha 530 habitantes (densidade: 36,5 hab./km²).
Em 1 de janeiro de 2019, passou a formar parte da comuna de Vallée-de-Ronsard.